# Латвийский комитет по правам человека
Латвийский комитет по правам человека (сокращенно ЛКПЧ, лат. — Latvijas Cilvēktiesību komiteja, LCK , анг. — Latvian Human Rights Committee, LHRC) — общественная организация в Латвии, основана в 1992 году. Действует в области защиты прав человека, особенно — в вопросах прав национальных меньшинств, правового статуса лиц и жилищного права. Члены — главным образом юристы и журналисты. Состоит в международных правозащитных организациях FIDH,  ENAR, AEDH, в Платформе по основным правам, поддерживает сеть UNITED. Как отмечается в исследовании «Этнополитика в Латвии», бывший комиссар Совета государств Балтийского моря О. Эсперсен неоднократно посещал ЛКПЧ и в своих суждениях о Латвии использовал главным образом материалы этой организации; в 2003 году к. и. н. Мара Устинова называла ЛКПЧ «наиболее влиятельной НПО в этой области».

## История
В 1990 г. возникает группа единомышленников во главе с Татьяной Жданок и Владимиром Богдановым. В декабре 1992 года начинаются бесплатные юридические консультации для жителей Риги, продолжающиеся до сих пор.
С 1994 г. ЛКПЧ поддерживает список отличий в правах граждан и неграждан Латвии.
В 1995 г. комитет вступает в Международную федерацию прав человека (FIDH) и регистрируется в Латвии. По заказу FIDH ЛКПЧ подготавливает и подает в Комитет по правам человека ООН альтернативный доклад о соблюдении в Латвии Международного пакта о гражданских и политических правах. Образована база данных посетителей, в которой накопятся данные о более чем 50 000 посещений.
В 1996 г. распространен доклад «Права человека и неграждане в Латвии», а также анализ 32 попыток депортации с разрывом семейных связей. Представители комитета выступают на сессии рабочей группы по национальным меньшинствам Комитета по правам человека ООН.
В 1997 г. ЛКПЧ включается в работу международной сети против расизма и в поддержку мигрантов UNITED. Комитету по правам человека ООН послан доклад о положении национальных меньшинств в Латвии. С помощью Совета Европы создана 48-серийная телепередача «Mēs — Мы», посвященная интеграции общества.
В 1998 г. комитет включается в работу Координационного совета общественных организаций. Опубликован комментарий к исполнению в Латвии рекомендаций Верховного комиссара ОБСЕ по делам национальных меньшинств. Представители комитета выступают на сессии рабочей группы по национальным меньшинствам Комитета по правам человека ООН.
В 1999 г. при поддержке Совета Европы, USAID и «Freedom House» подготовлена серия радиопередач «Saprast» для обучения латышскому языку и телесериал «Это произошло в Риге».
В 2000 г. сопредседатели ЛКПЧ участвуют в Третьей Всемирной конференции против расизма. Для латвийских журналистов организовано обучение международным и региональным стандартам в области прав меньшинств.
В 2001 г. в сотрудничестве со Шведским институтом и Фондом Сороса в Латвии опубликованы буклеты об условиях натурализации и социальной помощи в Риге. При помощи Совета Европы создана телепередача «2+2» (дискуссии журналистов латышской и русской прессы).
В 2002 г. на двух языках опубликован цикл статей о Рамочной Конвенции о защите национальных меньшинств.
В 2003 г. комитет представляет на сессии Комитета по правам человека ООН комментарии к докладу правительства Латвии о выполнении Международного пакта о гражданских и политических правах..
В 2004 г. 11 декабря организован Праздник человека.
В 2005 г. на совещании ОБСЕ в Варшаве об обязательствах в человеческом измерении представлен доклад о ситуации в Латвии. 11 декабря 2005 года организован Праздник человека.
В 2007 г. запущены серии радиопередач «Имеем право» и «Тема недели», совместно с «Baltic Insight» подготовлен второй доклад  о выполнении в Латвии Рамочной Конвенции по защите национальных меньшинств. ЛКПЧ вступает в ENAR и AEDH.
В 2008 г. на совещании ОБСЕ в Варшаве об обязательствах в человеческом измерении представлено сообщение о проблеме гражданства в Латвии.
2017 - ЛКПЧ провел в Риге конференцию с участием Специального докладчика ООН по делам меньшинств.

## Наиболее значимые издания
С 1999 до 2004 гг. комитет издавал электронный бюллетень «Minority Issues in Latvia» (до и после того обзоры актуальных событий регулярно публиковались в прессе).
Изданные книги и брошюры:
- 1999 — Human rights and minorities in Latvia
- 2000 — Международные и региональные стандарты в области прав меньшинств (также по-латышски)
- 2002 — Report on the implementation of the Framework Convention for the protection of national minorities in the Republic of Latvia [13]
- 2002 — Нам 10 лет
- 2003 — Mediju likumdošana, mazākumtautību jautājumi un Latvijas gadījuma izpēte [14]
- 2004 — Тенденции изменения правового статуса различных групп российских соотечественников, постоянно проживающих в Латвийской Республике[15]
- 2006 — Список различий в правах граждан и неграждан Латвии[16]
- 2007 — Неграждане Латвии[17]
- 2008 — Citizens of a Non-Existent State[18]
- 2009 — Проблемы прав национальных меньшинств в Латвии и Эстонии [19] (в сотрудничестве с эстонским Центром информации по правам человека; также по-английски)
- 2010 — Как выживают русских[20]
- 2011 — Citizens of a Non-Existent State (второе издание)[21]
- 2012 — Citoyens d'un etat non-existant
- 2012 — 20 лет в борьбе за справедливость
- 2012 — Правовое положение русскоговорящего меньшинства в Латвии (тж. издано на английском[22])
- 2013 — Список различий в правах граждан и неграждан Латвии[23]
- 2015 — Правовое и фактическое положение национальных меньшинств в Латвии. ISBN 978-9934-8245-8-6
- 2020 — Language policy of Latvia. ISBN 978-9934-23-326-5

## Участие ЛКПЧ в рассмотрении дел международными правозащитными институциями
В подготовке и защите многих исков от жителей Латвии в международные институции участвовал член правления Комитета Александр Кузьмин. 
- Агафонова против Латвии (о виде на жительство) — Комитет по правам человека ООН — Латвия выдала постоянный вид на жительство[25]
- Игнатане против Латвии (о пассивном избирательном праве) — Комитет по правам человека ООН (2001) — выиграно А. Игнатане.[26]
- Подколзина против Латвии (о пассивном избирательном праве; представителем был также британский адвокат У. Бауринг) — Европейский суд по правам человека (2002) — выиграно И. Подколзиной.[27]
- Рудова против Латвии (о соблюдении правил кассационного процесса) — Европейский суд по правам человека (2002) — выиграно ЛР.[28]
- Кухарец против Латвии (о написании фамилии в документах) — Европейский суд по правам человека (2004) — выиграно ЛР.[29]
- Жданок против Латвии (о пассивном избирательном праве; представителем был также британский адвокат У. Бауринг) — Европейский суд по правам человека — приговор (2004)[30] в пользу Т. Жданок был обжалован в Большой палате суда и дело выиграно (2006)[31] ЛР.
- Шеванова против Латвии (о виде на жительство) — Европейский суд по правам человека — приговор (2006)[32] в пользу Н. Шевановой обжалован в Большой палате суда, в 2007 г. дело прекращено[33] с выплатой судебных издержек в пользу Шевановой.
- Михолап против Латвии (о процессе ex parte; представителем был также британский адвокат У. Бауринг) — Европейский суд по правам человека (2007) — выиграно Р. Михолап.[34]
- Митина против Латвии (о виде на жительство) — Европейский суд по правам человека — частичное решение (2002)[35] и окончательное (2006)[36] в пользу ЛР.
- Андреева против Латвии (о расчёте пенсионного стажа для неграждан и порядке рассмотрения гражданского дела) — Европейский суд по правам человека (2009) — рассмотрено сразу в Большой палате, выиграно Н. Андреевой.
- Райхман против Латвии (о написании имени и фамилии в документах) — Комитет по правам человека ООН (2010) — выиграно Л. Райхманом.
- Петрова против Латвии (о согласии на трансплантацию органов) — Европейский суд по правам человека (2014) — выиграно С. Петровой.[37]
- Петропавловский против Латвии (об отказе в натурализации) — Европейский суд по правам человека (2015) — выиграно ЛР.[38]
- Савицкий и другие против Латвии (о расчёте пенсионного стажа для неграждан; представителем также была латвийская адвокат И. Никульцева) — Европейский суд по правам человека (заседание Большой палаты состоялось в 2021 г.).